# Michelle Sammons
Michelle Tracy Sammons (* 11. September 1987 in Kempton Park) ist eine ehemalige südafrikanische Tennisspielerin.

## Karriere
Sammons spielte überwiegend auf der ITF Women’s World Tennis Tour, wo sie einen Titel im Einzel und sechs im Doppel gewinnen konnte.
Ihr Debüt auf der WTA Tour gab Sammons an der Seite von Carolin Daniels im Doppel bei den Internationaux de Strasbourg, wo sie mit einem Dreisatz-Sieg über Alena Fomina und Petra Krejsová das Viertelfinale erreichen konnten, dieses aber dann gegen die britische Paarung Jocelyn Rae und Anna Smith mit 3:6 und 4:6 verloren. Bei den Lorraine Open 88 2015 erreichte Sammons zusammen mit Michaela Boev ebenfalls das Viertelfinale, wie auch bei den Coleman Vision Tennis Championships 2015 zusammen mit Varatchaya Wongteanchai.
2006 debütierte Sammons in der südafrikanischen Fed-Cup-Mannschaft, wo sie auch 2015 und 2016 eingesetzt wurde und bei fünf Einsätzen im Doppel eines gewinnen konnte.
Sammons bestritt ihr letztes Profiturnier im März 2016 und wird seit Februar 2017 nicht mehr in den Weltranglisten geführt.

## Turniersiege

### Einzel
| Nr. | Datum        | Turnier  | Kategorie   | Belag     | Finalgegnerin      | Ergebnis      |
| --- | ------------ | -------- | ----------- | --------- | ------------------ | ------------- |
| 1.  | 1. Juni 2014 | Sun City | ITF $10.000 | Hartplatz | Natasha Fourouclas | 2:6, 7:5, 6:4 |

### Doppel
| Nr. | Datum             | Turnier             | Kategorie   | Belag     | Partnerin             | Finalgegnerinnen                           | Ergebnis |
| --- | ----------------- | ------------------- | ----------- | --------- | --------------------- | ------------------------------------------ | -------- |
| 1.  | 30. Mai 2014      | Sun City            | ITF $10.000 | Hartplatz | Chanel Simmonds       | Ilze Hattingh Madrie Le Roux               | 7:5, 6:3 |
| 2.  | 13. Juni 2014     | Sun City            | ITF $10.000 | Hartplatz | Chanel Simmonds       | Ilze Hattingh Madrie Le Roux               | 6:3, 6:3 |
| 3.  | 19. Juli 2014     | Scharm asch-Schaich | ITF $10.000 | Hartplatz | Clothilde de Bernardi | Giulia Bruzzone Alina Mikheeva             | 7:5, 7:5 |
| 4.  | 30. August 2014   | Scharm asch-Schaich | ITF $10.000 | Hartplatz | Anna Morgina          | Giulia Bruzzone Rishika Sunkara            | 6:2, 6:1 |
| 5.  | 6. September 2014 | Scharm asch-Schaich | ITF $10.000 | Hartplatz | Ilze Hattingh         | Gai Ao Rishika Sunkara                     | 6:3, 7:5 |
| 6.  | 14. Februar 2015  | Port El-Kantaoui    | ITF $10.000 | Hartplatz | Ilze Hattingh         | Nicoleta-Cătălina Dascălu Julija Stamatowa | 7:5, 6:3 |